# M.I.A.M.I.
M.I.A.M.I. (Money Is a Major Issue) este albumul de debut al rapperului Pitbull. A fost lansat la data de 24 august 2004 și poziția maximă atinsă în Billboard 200 a fost 14

## Piese
1. "305 Anthem" (featuring Lil Jon)
2. "Culo" (featuring Lil Jon)
3. "She's Freaky"
4. "Shake It Up" (featuring Oobie)
5. "Toma" (featuring Lil Jon)
6. "I Wonder" (featuring Oobie)
7. "Get on the Floor" (featuring Oobie)
8. "Dirty" (featuring Bun B)
9. "Damn It Man" (featuring Piccalo)
10. "We Don't Care Bout Ya" (featuring Cubo)
11. "That's Nasty" (featuring Lil Jon & Fat Joe)
12. "Back Up"
13. "Melting Pot" (featuring Trick Daddy)
14. "Hustler's Withdrawal"
15. "Hurry Up and Wait"
16. "Culo 'Miami Mix'" (featuring Lil Jon & Mr. Vegas)